# Алоїс Гітлер
Алої́с Гі́тлер (нім. Alois Hitler; 7 червня 1837 — 3 січня 1903) — австрійський митний посадовець, батько Адольфа Гітлера.

## Біографія

### Походження
Алоїс Шикльгрубер народився 7 червня 1837 року в селі Штронес під Деллерсгаймом у 42-річної неодруженої селянки Марії-Анни Шикльгрубер. Дитина дістала прізвище матері, бо в документі про хрещення поле з ім'ям батька не було заповнено і стояла позначка «байстрюк», яким він формально і залишався до свого 39-річчя.
Коли Алоїсу було вже 5 років, Марія Анна Шикльгрубер одружилася з помічником мельника Йоганном Георгом Гюттлером (або Гідлером). Під час реєстрації шлюбу Алоїс так і залишився з прізвищем матері й незаконнонародженим. Офіційно Гюттлер ніколи не визнавав Алоїса як сина. Марія-Анна померла через 5 років після одруження від виснаження через грудну водянку, Йоганн Георг Гюттлер — через 10 років після дружини в 1857 році.
Натепер батьком Алоїса з найбільшим ступенем імовірності можна вважати Йоганна Непомука Гюттлера або його брата Гюттлера; більшість біографів, у тому числі відомий історик, фахівець з біографії Гітлера Вернер Мазер, віддають перевагу саме Гюттлеру.
Існують інші версії щодо батька Алоїса. Наприклад, висловлювалося припущення про те, що біологічним батьком Алоїса міг бути 19-річний син єврея-банкіра Леопольда Франкенбергера, у якого нібито Марія деякий час працювала служницею, що згодом ретельно приховували нацисти, як свідоцтво можливого єврейського походження фюрера. Інші історики, зокрема, Ян Кершоу і Джон Толанд, відкидають цю версію. А Йоахім Фест прямо говорить, що це твердження вельми сумнівне.
Йоганн Непомук Гюттлер був заможна людина й останні 35 років свого життя жив як рантьє. Йому також належав єдиний готель у Шпітеле. Водночас Йоганн Непомук Гюттлер був також дідом Клари Пельцль — матері Адольфа Гітлера. Тобто Алоїс Гітлер у третьому шлюбі одружився з дочкою своєї єдинокровної сестри (Йоганни Гюттлер).
Гітлером Алоїс став називатися тільки з 6 січня 1876 року, коли йому було вже 39 років і він уперше підписався «Гітлер». Писати так замість «Гюттлер» стали через помилку священика під час запису в «Книгу реєстрації народжень». Узаконення факту батьківства відбулося так пізно тому, що за життя своєї дружини (яка була старша на 15 років і була головною в будинку) Йоганн Непомук Гюттлер не міг затівати цю процедуру. У 40 років Алоїс відмовився від усіх контактів зі своїми родичами по матері Шикльгрубер і став остаточно Гітлером.

### Ранні роки
До п'яти років Алоїс жив у селі Штронез разом з дідом і матір'ю. Після того як мати вступила в шлюб, Алоїс Шикльгрубер був відправлений у сусіднє село Шпітель на ферму до брата чоловіка, Йоганна Непомука Гюттлера (який фактично став Алоїсу батьком). Йоганн Непомук Гюттлер оточив Алоїса теплом і любов'ю, бо він не мав законнородженого продовжувача роду, а мав тільки трьох дочок — Йоганну, Вальбургу і Йозефу У Шпітеле Алоїс відвідував початкову школу. З 1851 року став навчатися шевського ремесла в родича Ледермюллера, спочатку в Шпітеле, а з 1853 року — у Відні. У Відні до 1855 року працював підмайстром шевця. Опісля, у віці 18 років, він вступив на службу в кайзерівську фінансову варту, згодом посилено самоосвічувався.

### Кар'єра
У 1860 році Алоїса Гітлера переведено у Вельс під Лінцом. Ця подія є важливою віхою в його кар'єрі. У 1861 році дістає підвищення по службі і в 1862 році переводиться в Заальфельден під Зальцбургом. У 1864 році чергове підвищення по службі з поверненням до Лінца. Це підвищення і переведення зобов'язували державу прийняти його на службу в митницю службовцем з усіма пільгами державного посадовця.
Алоїс Шикльгрубер швидко піднімався по службових сходах. З 1870 року працює на посаді «асистент з контролю», X клас табеля про ранги. У 1876 році схвалено на службі й офіційно затверджено зміну прізвища «Шикльгрубер» на «Гітлер». Таким чином, всупереч поширеній помилці, його син Адольф Гітлер ніколи не мав прізвища Шикльгрубер.
У серпні 1892 дістає підвищення (посаду тимчасового старшого митного посадовця) і затим що в Браунау, де він прожив 21 рік, не було такої високої посади, продає свій будинок у Вернгатсе і переїздить разом із сім'єю в Пассау. У наступні роки він ще кілька разів був змушений змінити місце відбування митної служби і зміг остаточно повернутися до Лінца лише 1 квітня 1894 року. У 1895 році дочасно вийшов на пенсію «через непридатність до подальшої служби» (за станом здоров'я). Одначе пенсію за більш ніж 40-річну службу йому призначили у повнім обсязі.

### Смерть
Алоїс Гітлер помер у віці 65 років. Уранці 3 січня 1903 року він за звичкою пішов до шинку «Gasthaus Stiefler», щоб випити склянку вина. Алоїс взяв у руки газету й раптово почувся погано. Незабаром він помер від інфаркту міокарда (за іншими даними, від крововиливу в легені) до прибуття лікаря. Алоїса Гітлера поховано разом зі своєю дружиною Кларою на цвинтарі біля Собору Св. Михайла в Леондінгу. Після його смерті його сім'я залишалася в Леондінгу недовго. 21 червня 1905 Клара Гітлер продала будинок і разом з дітьми переїхала в Лінц на вулицю Гумбольдта, будинок 31. До цього часу з нею жили Адольф і Паула, Ангела в 1903 році вступила в шлюб і пішла до чоловіка. 28 березня 2012 року австрійська влада знесла пам'ятника з могили батьків Алоїса Гітлера.